# مارك بريستو (دراج)
مارك بريستو (بالإنجليزية: Mark Bristow)‏ هو دراج بريطاني، ولد في 8 يوليو 1962.